# ロンドン考古協会
ロンドン考古協会 (ロンドンこうこきょうかい、The Society of Antiquaries of London) は、イギリスの骨董と歴史に関する学問と知識への奨励・推進・助成を目的として設立され、1751年にイギリス王室の勅許を受けた学術機関である。ロンドン、ピカデリーのバーリントンハウスにあり、慈善団体 (registered charity) としても登録されている。ロンドン好古家協会とも訳される。

## 会員

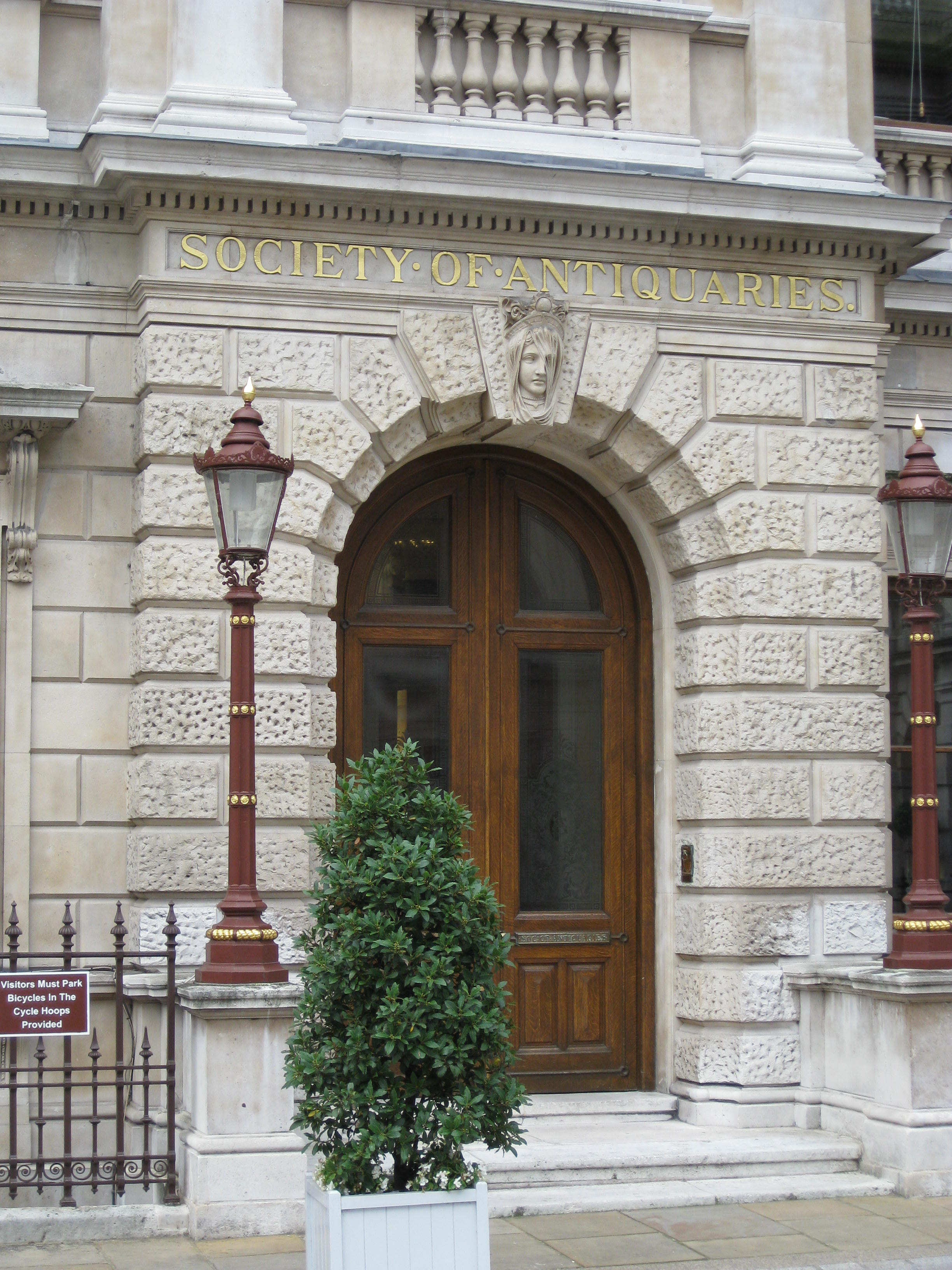
協会入口

考古協会の会員は「フェロー」と呼ばれ、名前の後に称号として「FSA」をつけることができる。(ポスト・ノミナル・レターズ、敬称接尾辞) フェローは既存のメンバーにより選出され、そのためにはイギリスの骨董や歴史に関する知識に優れ、協会の名誉や活動のために貢献することが求められる。
考古協会は他の多くの学会と比べて、フェローの選出に非常に煩雑な手続きを取っている。推薦は協会の既存のフェローからのみ受け付けられ、最低5名、最大12名のフェローによる、彼らの個人的見解に基づいた、この候補者が立派なフェローになることを証明する署名を必要とする。その後選挙は匿名で行われ、「反対」1票に対して「賛成」4票の比率で得票しなければならない。したがって、フェロー制度は考古学・骨董・歴史・文化遺産の分野で、重要な意味を持つと考えられている。
最初の事務長はウィリアム・スタックリー (1687-1765）であった
。
2015年現在、考古協会は会員数約3,000名まで成長している。

## 歴史
考古協会の前身である考古大学 (College of Antiquaries)(英語版)は1586年に設立され、1614年にジェームズ1世に禁止されるまで主にディベート協会として機能していた。
現在の考古協会の非公式な第1回会合は、1707年12月5日、ロンドン、ストランド通りに面したバー「the Bear Tavern」で開かれた
。
ジョン・タルマン (John Talman、1677-1726)(英語版)、ジョン・バグフォード (John Bagford、1650-1716)(英語版)、ハンフリー・ワンリー (Humfrey Wanley、1672-1726)(英語版) によって構想された初期のグループは、アン女王によるイギリス考古学の研究に対する援助を求めていた。それは35冊の書籍のシリーズの出版計画を含むものであった。考古協会への提案は、ロバート・ハーレーによって進められたが、1708年、ハーレーが国務大臣を辞任し政府から離れると、話は停滞した。話が進みだしたのは1717年であった。会議の参加者達は、調査を行い史跡について議論をして、重要な建物の荒廃に関する報告書を作成した。考古協会は、また、紋章学・系譜学等の歴史的文書について懸念していた。1751年、考古協会にその私財を投じ長年にわたって副会長を務めることになるジョセフ・アイロフィ (Joseph Ayloffe、1708-1781) は援助の獲得に成功した
。
考古協会は、写本や絵画、工芸品の大規模なコレクションを集め始め、適切な施設ができるまでの間、それらを収容した。1828年の重要な絵画の大規模なグループの買収は、ナショナル・ポートレート・ギャラリー (National Portrait Gallery) の設立に約30年先行した。
ロンドン大空襲 (The Blitz、ナチスドイツがイギリスに対して1940年から1941年にかけて行った大規模な空襲)以降、考古協会は1946年から1962年まで毎年調査を行い、ロンドンへの爆撃によって露わになったローマ時代や中世の遺跡の発掘体制を数多く組織化した。その中の一つに、ロンドン・ウォールの北西の角にある、ロンディニウム (Londinium、紀元前にブリテン島に侵入していたローマ人が紀元後1世紀頃作ったとされる都市でロンドンの古代ローマ名) の一部である要塞 (London citadel)の発見がある。調査結果はW・F・グライムス (W. F. Grimes、1905-1988、イギリスの考古学者)(英語版) によって1968年にまとめられた。
2007年、考古協会は創立300周年を記念して、ロイヤル・アカデミー・オブ・アーツで「Making History: Antiquaries in Britain 1707-2007」と題した展覧会を開催した
。

## ライブラリー
考古協会はイギリスで主要な位置を占める考古学的研究ライブラリーを備えている。18世紀初頭以降収集されたコレクションは、現在蔵書数が10万冊を超え、定期刊行物に関しては約800タイトルを数える。

## 出版物

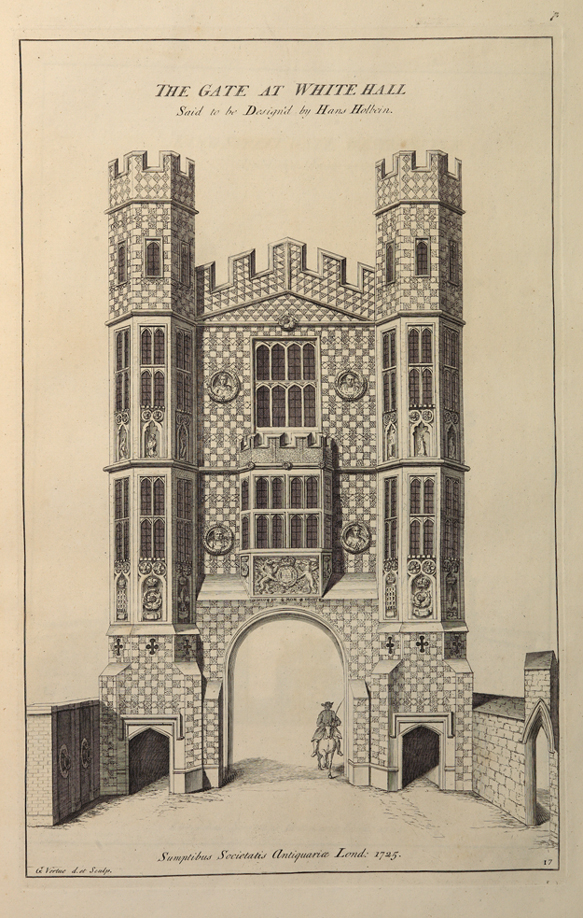
Vetusta monumenta (Vol.1, 1826)

### Vetusta Monumenta
1718年、考古協会は「Vetusta Monumenta」(ラテン語で「古代遺跡」を意味する。)というタイトルで、古代の建物や史跡・工芸品等に関する協会メンバーによって著された論文集の発行を始めた。シリーズの発行は2つ折り様式 (folio format)で、1906年まで不定期で続いた。

### Archaeologia
考古協会最初の定期刊行物が「Archaeologia」(ウェールズ語で「考古学」を意味する。正式名: Archaeologia; or, Miscellaneous Tracts relating to Antiquity) である。最初の巻は1770年に4つ折り様式 (Quarto format) で発行された
。

### Proceedings and Antiquaries Journal
1843年、考古協会は「Archaeologia」より頻繁に出版できるように、小さなフォームでイラストのない会議録を出版することを決定した。最初のパートは1844年に発行され、そのシリーズは1859年まで続いた。

### Salon
2001年から考古協会は、「Salon」というタイトルのオンラインニュースレターを隔週で発行している
。

## 会長
歴代会長は以下の通りである

。

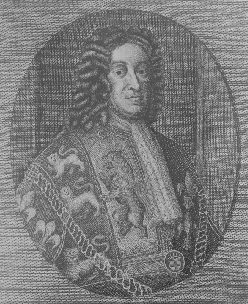
初代会長
Peter Le Neve

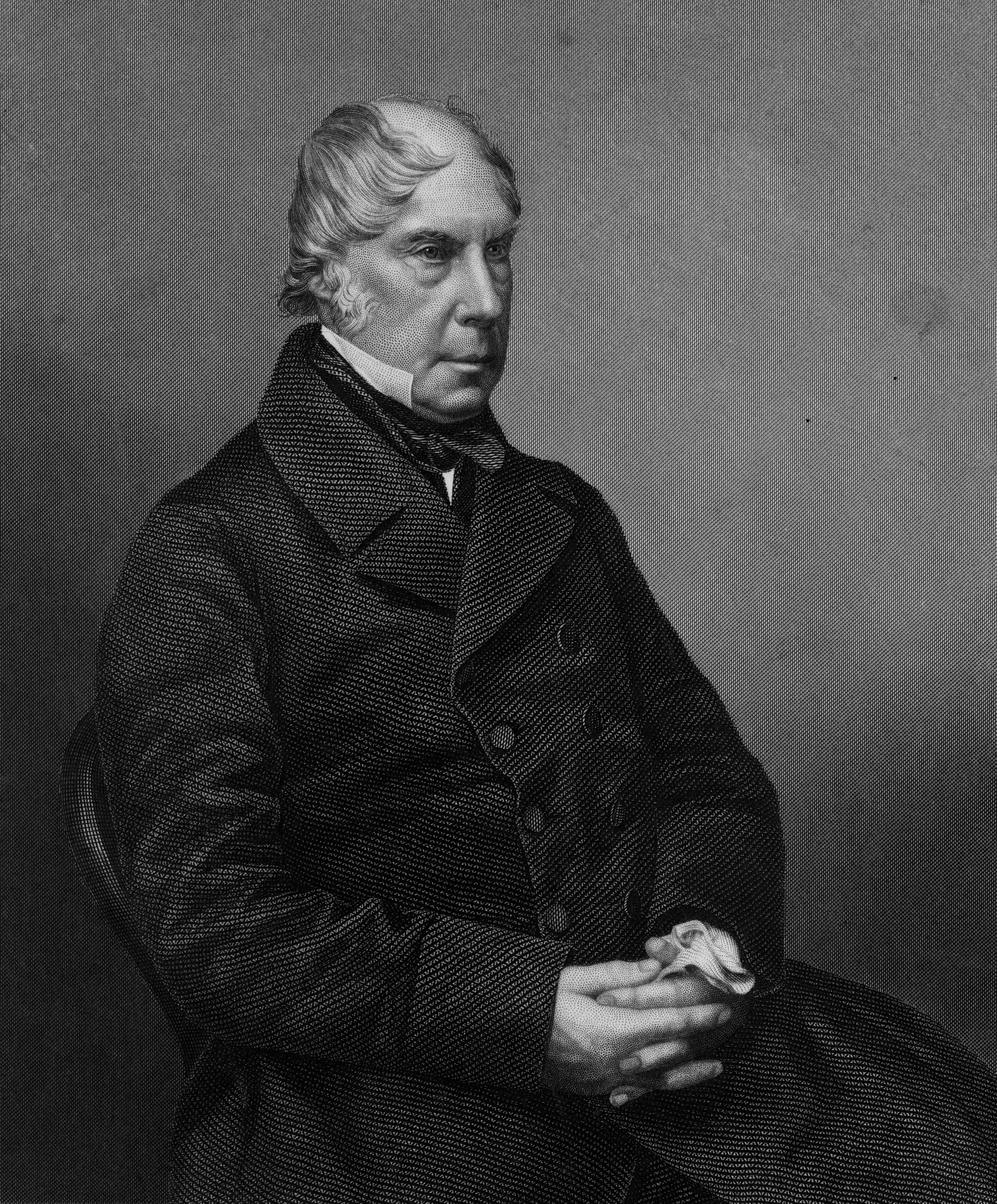
ジョージ・ハミルトン＝ゴードン
在位1812-1846

- 1707–1710, 1717–1724: Peter Le Neve
- 1724–1750: 第7代サマセット公アルジャーノン・シーモア
- 1750:第2代リッチモンド公爵チャールズ・レノックス
- 1750–1754: Martin Folkes
- 1754–1765: Hugh Willoughby, 15th Baron Willoughby of Parham
- 1765–1768: Charles Lyttelton
- 1768–1784: Jeremiah Milles, Dean of Exeter
- 1784-1785: Edward King
- 1785–1811: George Townshend, Earl of Leicester
- 1811–1812: Sir Henry Englefield
- 1812–1846: 第4代アバディーン伯爵ジョージ・ハミルトン＝ゴードン
- 1846–1875: Philip Stanhope, 5th Earl Stanhope
- 1876–1878: Frederic Ouvry
- 1878–1885: ヘンリー・ハーバート
- 1885–1892: ジョン・エヴァンス
- 1892–1897: サー・オーガスタス・ウォラストン・フランクス
- 1897–1904: Harold Dillon, 17th Viscount Dillon
- 1904–1908: 初代エイヴベリー男爵ジョン・ラボック
- 1908–1914, 1919–1924: Sir Charles Hercules Read
- 1914–1919: アーサー・エヴァンズ
- 1924–1929: David Lindsay, 27th Earl of Crawford
- 1929–1934: Sir Charles Reed Peers
- 1934–1939: Sir Frederic G. Kenyon
- 1939–1944: Sir Alfred Clapham
- 1944–1949: Sir Cyril Fox
- 1949–1954: Sir James Mann
- 1954–1959: Sir Mortimer Wheeler
- 1959–1964: Dame Joan Evans
- 1964–1965: Professor Sir Ian Richmond
- 1965–1970: Francis Wormald
- 1970–1975: Nowell Myres
- 1975–1978: Arnold Taylor
- 1978–1981: Richard Dufty
- 1981–1984: Christopher N. L. Brooke
- 1984–1987: John Davies Evans
- 1987–1991: Michael Robbins
- 1991–1995: Professor Sir Barry Cunliffe
- 1995–2001: Simon Swynfen Jervis
- 2001–2004: Professor Rosemary Cramp
- 2004–2007: Eric Fernie
- 2007–2010: Geoffrey Wainwright
- 2010–2014: Professor Maurice Howard
- 2014-present: Gill Andrews